# 中華民國海軍艦隊指揮部
海軍艦隊指揮部，簡稱海軍艦指部、艦指部，為中華民國海軍艦隊的最高指揮單位，也是國防部海軍司令部所有下轄單位中最重要者，負責所屬單位之指揮、管理及戰備整備，同時兼任62（或63）特遣部隊之作戰指揮與管制。本部位於海軍左營基地左營港東碼頭。

## 任務職掌
平時各艦隊、戰隊、大隊指揮部之戰備整備訓練計畫之策定與督導；藉指、管、通、情系統掌握敵我艦艇、飛機全般動態，並適切處置；並執行護航、偵巡、監偵任務，以及依令支援責任區緊急災害、災難防救等任務。
戰時維持台澎金馬周邊所望海域制海，及滅敵海上進犯兵力；以及本諸整體戰略指導，聯合友軍遂行各類型制海作戰任務；依令遂行海上作戰指揮與任務管制。

## 沿革

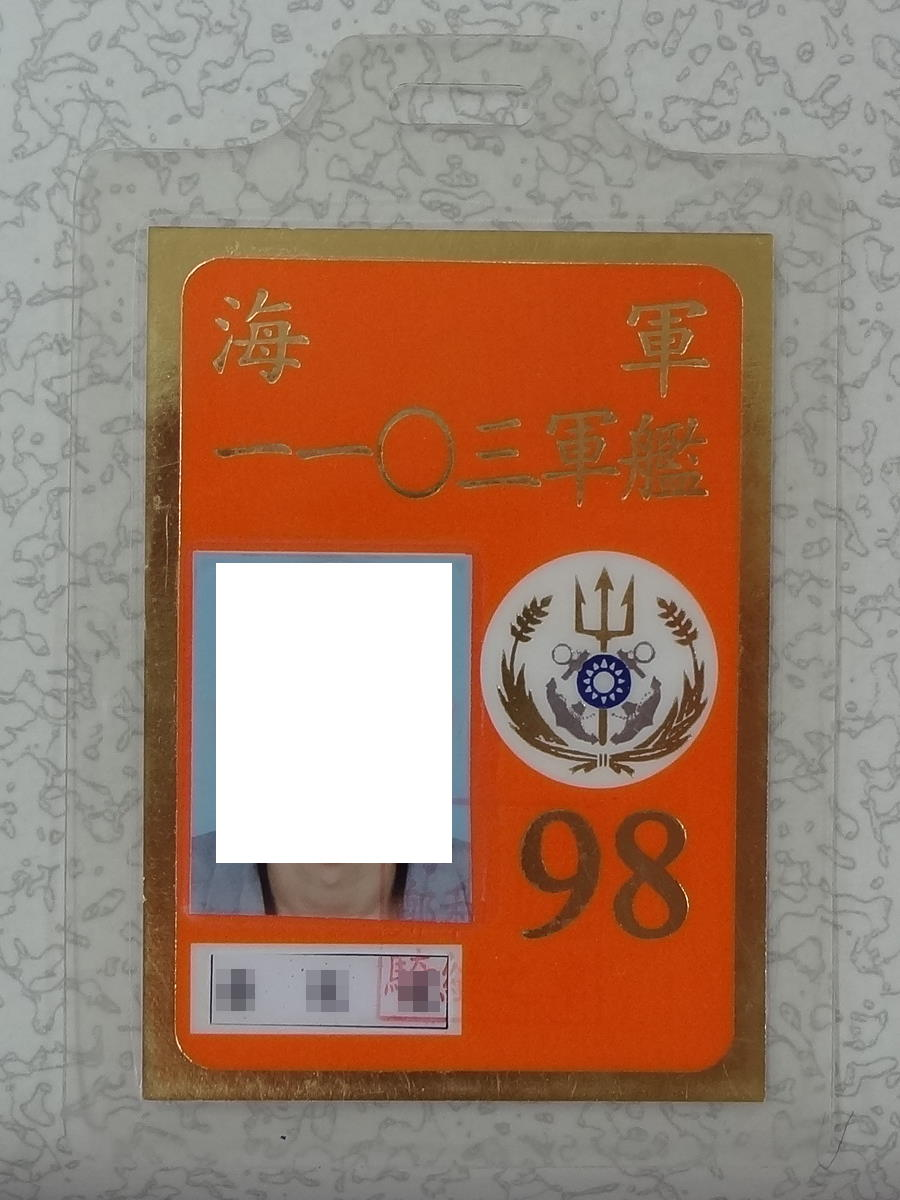
鄭和號巡防艦2009年版識別證，右側印海軍艦隊指揮部部徽

- 1945年冬季，國民政府軍政部設「海軍艦隊指揮部」於上海。
- 1946年6月1日，國民政府裁撤國民政府軍事委員會及軍政部，成立中華民國國防部，裁撤海軍艦隊指揮部，成立「海防艦隊司令部」。
- 1953年7月10日，「海軍艦艇訓練司令部」擴編，命名為「海軍艦隊指揮部」。
- 1955年2月1日，奉令整編，下轄成立「驅逐艦隊」、「巡防艦隊」、「掃佈雷艦隊」、「巡邏艦隊」、「後勤艦隊」、「海軍艦隊訓練司令部」及「兩棲部隊司令部」。
- 1968年9月1日，奉令更名為「海軍艦隊司令部」，下轄「兩棲部隊指揮部」、「驅逐部隊指揮部」、「艦隊訓練指揮部」、「後勤部隊指揮部」、「水雷部隊指揮部」等。
- 1991年7月1日，所屬「兩棲部隊指揮部」奉令裁撤，同時成立「反潛作戰暨準則發展指揮部」，「登陸艦隊」更名為「兩棲艦隊」，「艦隊直升機隊」擴編為「海軍艦隊直升機大隊」。
- 1995年9月1日，所屬再成立「第二巡防艦隊」；為配合海軍新一代兵力陸續成軍，於1997年10月1日隨成功級巡防艦、濟陽級巡防艦、康定級巡防艦等型艦成軍期程，調整各主戰艦隊兵力編組。
- 1998年8月1日，所屬「艦隊訓練指揮部」擴編為「海軍教育訓練暨準則發展指揮部」，並改隸於海軍總司令部；「反潛作戰暨準則發展指揮部」、「觀通系統指揮部」及「海鋒大隊」則改隸本屬。
- 1999年4月1日，奉令將反潛作戰暨準則發展指揮部裁撤、併入海軍艦隊直升機大隊，成立「海軍航空指揮部」。
- 2004年4月1日，觀通系統指揮部擴編並更名為「海洋監偵指揮部」；海鋒大隊移編國防部參謀本部飛彈司令部。
- 2005年10月1日，原海軍基隆後勤支援指揮部所屬之「東引基地指揮部」、「馬祖基地指揮部」改隸移編本屬。
- 2006年1月1日，海鋒大隊移編本屬。
- 2006年3月1日，因應精進案，海軍艦隊司令部更名為「海軍艦隊指揮部」。
- 2006年5月23日，成立「二六一戰隊」，並由原一六八艦隊所屬之基隆、蘇澳、左營、馬公軍艦等四艘紀德級驅逐艦改隸編成。

## 組織
海軍艦隊指揮部（駐臺灣高雄市左營區—— 「？？部隊」）

指揮官：一位，海軍中將。

副指揮官：一位，海軍少將。

參謀長：一位，海軍少將。

副參謀長：三位（作戰、後勤、航空），海軍上校。

政戰主任：一位，政戰少將。

政戰副主任：一位，政戰上校。

士官督導長：一位，一等士官長。
本部單位
- 人事綜合處，主管：上校處長。
- 情報處，主管：上校處長。
- 作戰處，主管：上校處長。
- 戰系處，主管：上校處長。
- 後勤處，主管：上校處長。
- 主計處，主管：上校處長。
- 督察室，主管：上校主任。
- 艦隊作戰中心（艦戰），主管：上校主任。
- 數據鏈路訓測暨修管中心，主管：上校主任。
- 保防安全組，主管：上校組長。
- 政戰綜合組，主管：上校組長。
- 文宣心戰組，主管：上校組長。
- 公共事務組，主管：上校組長。
- 法律事務組，主管：上校組長。
- 勤務中隊，主管：士官長中隊長。

艦隊
- 海軍第一二四艦隊，艦隊長：少將，副艦隊長：上校。
  - 二四二戰隊，戰隊長：上校。
  - 二六二戰隊，戰隊長：上校。

- 海軍第一三一艦隊（含2014年「精粹案」併入之原海軍海蛟大隊所轄光華六號飛彈快艇、2015年成軍之沱江級巡邏艦），艦隊長：少將，副艦隊長：上校。
  - 第二一二戰隊，戰隊長：上校。
  - 第二三二戰隊，戰隊長：上校。
  - 第二五二戰隊，戰隊長：上校。
  - 第一飛彈快艇作戰中隊，中隊長：中校。
  - 第二飛彈快艇作戰中隊，中隊長：中校。
  - 第三飛彈快艇作戰中隊，中隊長：中校。

- 海軍第一四六艦隊，艦隊長：少將，副艦隊長：上校。
  - 第二二六戰隊，戰隊長：上校。
  - 第二六八戰隊，戰隊長：上校。

- 海軍第一五一艦隊，艦隊長：少將，副艦隊長：上校。
  - 登陸艇大隊，大隊長：上校。
  - 小艇大隊，大隊長：上校。

- 海軍第一六八艦隊（含2014年「精粹案」併入之原海軍二六一戰隊所轄基隆級驅逐艦），艦隊長：少將，副艦隊長：上校。
  - 第二三一戰隊，戰隊長：上校。
  - 第二五一戰隊，戰隊長：上校。

- 海軍第一九二艦隊，艦隊長：少將，副艦隊長：上校。
  - 第二一六戰隊，戰隊長：上校。
  - 第二三六戰隊，戰隊長：上校。
  - 第二四八戰隊，戰隊長：上校。
  - 水下作業大隊，大隊長：上校。
  - 佈雷作業大隊，大隊長：上校。

戰隊
- 海軍二五六戰隊，戰隊長：少將，副戰隊長：上校。

指揮部
- 海軍反潛航空指揮部，指揮官：少將。
- 海軍海洋監偵指揮部，指揮官：少將。
- 海軍金門基地指揮部，指揮官：中校。
- 海軍馬祖基地指揮部，指揮官：中校。
- 海軍東引基地指揮部，指揮官：少校。

大隊
- 海軍海鋒第一大隊，大隊長：上校。
- 海軍海鋒第二大隊，大隊長：上校。
- 海軍海鋒第三大隊，大隊長：上校。
- 海軍海上戰術偵搜大隊，大隊長：上校。

- 海軍烏坵連絡組

## 歷任指揮官、司令官
海軍艦隊指揮部 指揮官
- 黎玉璽（副總司令兼任）；升至一級上將
- 王恩華
- 馮啟聰；升至二級上將
- 崔之道；升至二級上將
- 俞柏生；升至二級上將
- 李敦謙

海軍艦隊司令部 司令官
- 謝祝年
- 黃錫麟
- 陳慶堃
- 李北洲
- 陳東海
- 劉和謙；升至一級上將
- 羅錡
- 陳連生
- 歐陽位
- 梁純錚
- 顧崇廉；升至二級上將
- 鄭立中
- 仝利民
- 徐忠國
- 李傑；升至一級上將
- 苗永慶；升至二級上將
- 胡才貴
- 費鴻波；升至二級上將
- 林鎮夷；升至一級上將
- 王立申；升至二級上將

| 海軍艦隊指揮部指揮官 | 海軍艦隊指揮部指揮官 | 海軍艦隊指揮部指揮官 | 海軍艦隊指揮部指揮官 | 海軍艦隊指揮部指揮官            | 海軍艦隊指揮部指揮官                                                                                           |
| 任次                 | 圖像                 | 姓名                 | 軍種軍階             | 任期                            | 備註 |
| -------------------- | -------------------- | -------------------- | -------------------- | ------------------------------- | --- |
| 第1任                |                      | 高廣圻               | 海軍中將             | 2006年2月16日－2006年6月30日    | 升至二級上將，上任時為艦隊司令，於任期內改制為艦隊指揮官，後任海軍司令部司令、參謀總長、國防部長               |
| 第2任                |                      | 李仲威               | 海軍中將             | 2006年7月1日－2009年6月30日     | 改制為指揮官後任期最長者，後任海軍司令部副司令、行政院海岸巡防署署長、海洋委員會海巡署署長、海洋委員會主任委員 |
| 第3任                |                      | 劉俊英               | 海軍中將             | 2009年7月1日－2010年8月31日     | |
| 第4任                |                      | 姜龍安               | 海軍中將             | 2010年9月1日－2012年3月31日     | 任內退伍 |
| 第5任                |                      | 蒲澤春               | 海軍中將             | 2012年4月1日－2013年8月31日     | 升至二級上將，後任國防部軍政副部長，總統府戰略顧問                                                             |
| 第6任                |                      | 黃曙光               | 海軍中將             | 2013年9月1日－2015年2月28日     | 升至二級上將，後任海軍司令部司令，參謀總長                                                                     |
| 第7任                |                      | 高天忠               | 海軍中將             | 2015年3月1日－2015年12月31日    | 後任海軍司令部副司令                                                                                           |
| 第8任                |                      | 蕭維民               | 海軍中將             | 2016年1月1日－2017年11月30日    | 後任海軍司令部副司令                                                                                           |
| 第9任                |                      | 劉志斌               | 海軍中將             | 2017年12月1日－2018年11月30日年 | 海軍副司令, 升至二級上將副總長兼執行官，海軍司令, 現任國防大學校長                                             |
| 第10任               |                      | 李宗孝               | 海軍中將             | 2018年12月1日－2019年11月30日   | 後任國防部常務次長                                                                                             |
| 第11任               |                      | 高嘉濱               | 海軍中將             | 2019年12月1日－2020年4月22日    | 敦睦艦隊群聚感染事件發生後調職、後復職、2021/8/1退伍                                                           |
| 代理                 |                      | 唐華                 | 海軍中將             | 2020年4月23日－2020年6月15日    | 海軍副司令代理，升至二級上將，現任海軍司令（2024/5/1）                                                         |
| 第11任               |                      | 高嘉濱               | 海軍中將             | 2020年6月16日－2021年7月31日    | 任內退伍 |
| 第12任               |                      | 黃佑民               | 海軍中將             | 2021年8月1日一2022年12月31日    | 後任國防部常務次長                                                                                             |
| 第13任               |                      | 蔣正國               | 海軍中將             | 2023年1月1日一2023年12月31日    | 後任參謀本部副參謀總長（2024/1/1）                                                                             |
| 第14任               |                      | 吳立平               | 海軍中將             | 2024年1月1日一現任              | |

## 隊徽意涵
海軍艦隊指揮部隊徽，三叉戢代表掌握海權，海錨代表海軍，青天白日國徽代表中華民國，稻禾五片意涵為五權憲法、五族共和，稻穗代表中華民國以農立國。